# Вьюк (приток Кырчмы)
Вьюк — река в России, протекает в Селтинском районе Республики Удмуртия. Устье реки находится в 16 км по правому берегу реки Кырчма. Длина реки составляет 14 км, площадь водосборного бассейна 58,5 км².
Исток реки находится в заболоченном лесу в 36 км к северо-западу от села Селты близ границы с Кировской областью. Река течёт на юго-восток, всё течение проходит по ненаселённому заболоченному лесу.

## Данные водного реестра
По данным государственного водного реестра России относится к Камскому бассейновому округу, водохозяйственный участок реки — Вятка от водомерного поста посёлка городского типа Аркуль до города Вятские Поляны, речной подбассейн реки — Вятка. Речной бассейн реки — Кама.
Код объекта в государственном водном реестре — 10010300512111100038866.